# International Communication Association
Die International Communication Association (ICA) ist eine internationale Vereinigung, die sich auf wissenschaftlicher Ebene mit den Themenbereichen Kommunikation und Massenmedien beschäftigt.
Ihre Ziele sind
- die Bereitstellung eines internationalen Forums zur Förderung der Entwicklung, Durchführung und kritischen Bewertung kommunikationswissenschaftlicher Forschung
- qualitativ hochwertige Publikationen und wissenschaftlicher Austausch
- Zusammenführen von Wissenschaftlern aus unterschiedlichen Kulturen und aus unterschiedlichen Disziplinen zur Erforschung kommunikationswissenschaftlicher Gegenstände
- Förderung des öffentlichen Interesses an der Kommunikationswissenschaft.

Die ICA hat weltweit über 3.500 Mitglieder. Derzeitiger Präsident ist Peng Hwa Ang. Die jährlichen Konferenzen der ICA finden zumeist in Nordamerika statt (2007: San Francisco, 2008: Montreal), alle paar Jahre aber auch in anderen Teilen der Erde (z. B. 2006 in Dresden, 2010 in Singapur, 2022 in Paris).